# فريدريك جيرهارد
فريدريك جيرهارد (بالألمانية: Friedrich Gerhard)‏ هو فارس سباق ألماني، ولد في 24 يوليو 1884، وتوفي في 16 مايو 1950.

## وصلات خارجية
- فريدريك جيرهارد على موقع أوليمبيديا (الإنجليزية)